# آی‌اس‌پی سی‌پی
آی‌اس‌پی سی‌پی (به انگلیسی: IspCP) یک پروژه منبع‌باز است. هدف این پروژه ایجاد یک فرمانگاه (کنترل پنل) و ابزار مدیریت سرور بوده‌است. این نام کوتاه‌شدهٔ (به انگلیسی: Internet Service Provider Control Panel) فرمانگاه سرویس‌دهنده اینترنت است.

## مجوز انتشار
بیشتر کدهای قدیمی این پروژه با مجوز عمومی موزیلا منتشر می‌شود و کدهایی که به تازگی به پروژه افزوده شده‌اند، با مجوز گنو جی‌پی‌ال منتشر می‌شود.

## سیستم مورد نیاز
- آپاچی (سرور وب)
- پست‌فیکس
- اف‌تی‌پی (پرواف‌تی‌پی)
- پی‌اچ‌پی ۵
- مای‌اسکیوال
- پرل
- کوریر (پاپ۳ و آی‌مپ)
- بایند